# وایدنبرگ
وایدنبرگ (به آلمانی: Weidenberg) یک شهر در آلمان است که در بایروث واقع شده‌است.